# Rudolf Smetana (lední hokejista)
Rudolf Smetana (* 7. listopadu 1956) je bývalý český hokejový útočník.

## Hokejová kariéra
V československé lize hrál za TJ Gottwaldov. Odehrál 2 ligové sezóny, nastoupil ve 34 ligových utkáních, dal 3 góly a měl 4 asistence.

## Klubové statistiky
| 1974/1975 | TJ Gottwaldov | 1. liga | 3  | 0 | 1 | 1 | - |
| 1975/1976 | TJ Gottwaldov | 2. liga | -  | - | - | - | - |
| 1976/1977 | TJ Gottwaldov | 1. liga | 31 | 3 | 3 | 6 | - |
| 1979/1980 | TJ Gottwaldov | 2. liga | -  | - | - | - | - |